# Уолдбергер, Ти Джей
Энтони «Ти Джей» Уолдбергер младший (англ. Anthony "TJ" Waldburger Jr.; род. 25 апреля 1988, Темпл) — американский боец смешанного стиля, представитель полусредней весовой категории. Выступал на профессиональном уровне в период 2005—2015 годов, известен по участию в турнирах бойцовских организаций UFC, Shark Fights, HDNet Fights и др. Владел титулом чемпиона Shark Fights в полусреднем весе.

## Биография
Ти Джей Уолдбергер родился 25 апреля 1988 года в городе Темпл штата Техас, США. Проходил подготовку в местном зале Grapplers Lair, практиковал бразильское джиу-джитсу, добившись в этой дисциплине чёрного пояса. Прежде чем начать выступать в ММА среди профессионалов, некоторое время участвовал в любительских боях, одержав три победы и не потерпев ни одного поражения.

### Начало профессиональной карьеры
Дебютировал в смешанных единоборствах на профессиональном уровне в возрасте 17 лет в ноябре 2005 года — проиграл техническим нокаутом Сэмми Сэю. В следующем поединке, тем не менее, взял у Сэя реванш, в первом же раунде поймал его на «треугольник» и заставил сдаться.
Дрался в небольших промоушенах преимущественно на территории Техаса, выиграл у нескольких сильных бойцов, в том числе у Брайана Фостера и Пита Спратта.
В 2009 году сотрудничал с достаточно крупной организацией Shark Fights, где завоевал и защитил титул чемпиона в полусредней весовой категории, выиграв у Шеннона Ритча и Пэта Хили соответственно.

### Ultimate Fighting Championship
Имея в послужном списке 12 побед и только 5 поражений, Уолдбергер привлёк к себе внимание крупнейшей бойцовской организации мира Ultimate Fighting Championship и в июне 2010 года подписал с ней долгосрочный контракт. Дебютировал в октагоне UFC в сентябре, встретившись с Дэвидом Митчеллом — выиграл у него по очкам единогласным решением судей.
В 2011 году техническим нокаутом проиграл Джони Хендриксу и победил сдачей Майка Стампфа, заработав при этом бонус за лучший приём вечера.
В 2012 году провёл в UFC три боя: с помощью рычага локтя заставил сдаться Джейка Хекта; уступил единогласным решением Брайану Эберсоулу; технической сдачей взял верх над Ником Катоне, получив ещё одну премию за лучший приём.
Следующим его соперником в октябре 2013 года стал россиянин Адлан Амагов, уже в перовом раунде Амагов нокаутировал Уолдбергера.
В феврале 2014 года дрался с Майком Пайлом, проиграл ему техническим нокаутом в третьем раунде.
На 2015 год дважды планировался бой против Вендела Оливейры, но Уолдбергер дважды снимался с турниров из-за проблем со сгонкой веса. В конечном счёте его уволили из организации, и таким образом он завершил карьеру профессионального спортсмена.

## Статистика в профессиональном ММА
| Боёв 25  | Побед 16 | Поражений 9 |
| -------- | -------- | ----------- |
| Нокаутом | 1        | 7           |
| Сдачей   | 13       | 0           |
| Решением | 2        | 2           |

| Результат | Рекорд | Соперник        | Способ                          | Турнир                                   | Дата             | Раунд | Время | Место              | Примечание                                              |
| --------- | ------ | --------------- | ------------------------------- | ---------------------------------------- | ---------------- | ----- | ----- | ------------------ | ------------------------------------------------------- |
| Поражение | 16-9   | Майк Пайл       | TKO (удары)                     | UFC 170                                  | 22 февраля 2014  | 3     | 4:03  | Лас-Вегас, США     |                                                         |
| Поражение | 16-8   | Адлан Амагов    | KO (удары руками)               | UFC 166                                  | 19 октября 2013  | 1     | 3:00  | Хьюстон, США       |                                                         |
| Победа    | 16-7   | Ник Катоне      | Техническая сдача (треугольник) | The Ultimate Fighter 16 Finale           | 15 декабря 2012  | 2     | 1:04  | Лас-Вегас, США     | Приём вечера.                                           |
| Поражение | 15-7   | Брайан Эберсоул | Единогласное решение            | UFC on FX: Maynard vs. Guida             | 22 июня 2012     | 3     | 5:00  | Атлантик-Сити, США |                                                         |
| Победа    | 15-6   | Джейк Хект      | Сдача (рычаг локтя)             | UFC on FX: Alves vs. Kampmann            | 3 марта 2012     | 1     | 0:55  | Сидней, Австралия  |                                                         |
| Победа    | 14-6   | Майк Стампф     | Сдача (треугольник)             | UFC Fight Night: Shields vs. Ellenberger | 17 сентября 2011 | 1     | 3:52  | Новый Орлеан, США  | Приём вечера.                                           |
| Поражение | 13-6   | Джони Хендрикс  | TKO (удары руками)              | UFC Fight Night: Nogueira vs. Davis      | 26 марта 2011    | 1     | 1:35  | Сиэтл, США         |                                                         |
| Победа    | 13-5   | Дэвид Митчелл   | Единогласное решение            | UFC Fight Night: Marquardt vs. Palhares  | 15 сентября 2010 | 3     | 5:00  | Остин, США         |                                                         |
| Победа    | 12-5   | Пэт Хили        | Единогласное решение            | Shark Fights 6: Stars & Stripes          | 12 сентября 2009 | 3     | 5:00  | Амарилло, США      | Защитил титул чемпиона Shark Fights в полусреднем весе. |
| Победа    | 11-5   | Шеннон Ритч     | Сдача (рычаг локтя)             | Shark Fights 4: Richards vs Schoonover   | 2 мая 2009       | 1     | 1:37  | Лаббок, США        | Выиграл титул чемпиона Shark Fights в полусреднем весе. |
| Победа    | 10-5   | Эндрю Чеппелл   | TKO (остановлен врачом)         | SWC 3: St. Valentine’s Day Massacre      | 21 февраля 2009  | 1     | 3:00  | Фриско, США        |                                                         |
| Поражение | 9-5    | Рикардо Фунч    | TKO (удары руками)              | Xtreme Fighting Championship             | 14 июня 2008     | 2     | 2:35  | Остин, США         |                                                         |
| Поражение | 9-4    | Пит Спратт      | KO (удары руками)               | HDNet Fights 1                           | 13 октября 2007  | 1     | 1:29  | Даллас, США        |                                                         |
| Победа    | 9-3    | Пит Спратт      | Сдача (треугольник)             | King of Kombat                           | 7 сентября 2007  | 2     | 1:30  | Остин, США         |                                                         |
| Победа    | 8-3    | Джефф Линдси    | Сдача                           | Masters of the Cage 14                   | 23 июня 2007     | 1     | 1:27  | Оклахома-Сити, США |                                                         |
| Поражение | 7-3    | Джош Нир        | TKO (удары руками)              | IFC: Road to Global Domination           | 4 марта 2007     | 1     | 0:24  | Белтон, США        |                                                         |
| Победа    | 7-2    | Джефф Линдси    | Сдача (треугольник)             | Masters of the Cage 7                    | 2 декабря 2006   | 1     | 2:43  | Норман, США        |                                                         |
| Победа    | 6-2    | Брайан Фостер   | Сдача (рычаг локтя)             | Masters of the Cage 4                    | 23 сентября 2006 | 1     | 0:29  | Оклахома-Сити, США |                                                         |
| Победа    | 5-2    | Берри Пиплс     | Сдача (замок ахилла)            | DPP: September to Remember               | 17 сентября 2006 | 1     | 0:15  | Лафейетт, США      |                                                         |
| Победа    | 4-2    | Джеремия О’Нил  | Сдача (рычаг локтя)             | Xtreme Fighting Championship VII         | 17 сентября 2006 | 1     | 4:23  | Остин, США         |                                                         |
| Победа    | 3-2    | Брендон Берки   | Сдача                           | Ultimate Texas Showdown 6                | 24 июня 2006     | 1     | 1:22  | Фриско, США        |                                                         |
| Поражение | 2-2    | Тодд Мур        | Единогласное решение            | Renegades Extreme Fighting               | 25 марта 2006    | 3     | 5:00  | Хьюстон, США       |                                                         |
| Победа    | 2-1    | Нейтан Фуссел   | Сдача (удушение сзади)          | Xtreme Fighting Championship 5           | 18 февраля 2006  | 1     | 1:50  | Остин, США         |                                                         |
| Победа    | 1-1    | Сэмми Сэй       | Сдача (треугольник)             | Renegades Extreme Fighting               | 10 февраля 2006  | 1     | 1:57  | Остин, США         |                                                         |
| Поражение | 0-1    | Сэмми Сэй       | TKO (удары руками)              | Ultimate Texas Showdown 3                | 26 ноября 2005   | 1     | 1:18  | Даллас, США        |                                                         |